# ساكرامنتو بي
ساكرامنتو بي (بالإنجليزية: The Sacramento Bee)‏؛ صحيفة يومية أمريكية، تصدر في ساكرامنتو عاصمة ولاية كاليفورنيا، منذ تأسيسها في 3 فبراير 1857، غدت الصحيفة أكبر صحيفة في ساكرامنتو، وخامس أكبر صحيفة في كاليفورنيا، والصحيفة السابعة والعشرين في الولايات المتحدة.